# ليزر إنفيجن
ليزر إنفيجن (بالإنجليزية: Laser Invasion)‏ (باليابانية: ガンサイト) ، وتعني غـزو الليزر باللغة الإنجليزية وعنوان غلاف اللعبة بالإنجليزية مختلفة عن اليابانية ، فالغلاف الياباني للعبة تعني مسدس البصر ، وهي لعبة إلكترونية من نوع إطلاق النار ، صدرت عام 1991م ، وتدعم نظام نينتندو انترتنمنت سيستم.

## مصدر
1. ↑  Konami. Laser Invasion. Nintendo Entertainment System. Level/area: Instruction manual, rear cover.

## وصلة خارجية
- Laser Invasion at Rotten Tomatoes.